# Reprezentacja Polski w korfballu
Reprezentacja Polski w korfballu – zespół reprezentujący Rzeczpospolitą Polską w meczach i sportowych imprezach międzynarodowych w korfballu. Reprezentację powołuje selekcjoner, mogą w niej występować wyłącznie zawodnicy posiadający obywatelstwo polskie. Za jej funkcjonowanie odpowiedzialny jest Polski Związek Korfballu (PZKorf).

## Udział w turniejach
| Mistrzostwa świata w korfballu |                        |                     |             |
| Rok                            | Mistrzostwa            | Gospodarz           | Lokata      |
| 1999                           | 6. Mistrzostwa świata  | Adelaide, Australia | 9. miejsce  |
| 2003                           | 7. Mistrzostwa świata  | Rotterdam, Holandia | 12. miejsce |
| 2007                           | 8. Mistrzostwa świata  | Brno, Czechy        | 14. miejsce |
| 2011                           | 9. Mistrzostwa świata  | Shaoxing, Chiny     | 10. miejsce |
| 2015                           | 10. Mistrzostwa świata | Antwerpia, Belgia   | 14. miejsce |
| 2019                           | 11. Mistrzostwa świata | Durban, RPA         | 11. miejsce |
| 2023                           | 12. Mistrzostwa Świata | Taipei, Tajwan      | 11. miejsce |

| World Games |                 |                 |            |
| Rok         | Mistrzostwa     | Gospodarz       | Lokata     |
| 2017        | 10. World Games | Wrocław, Polska | 8. miejsce |

| Mistrzostwa Europy w korfballu |                       |                                |             |
| Rok                            | Mistrzostwa           | Gospodarz                      | Lokata      |
| 1998                           | 1. Mistrzostwa Europy | Portugal                       | 7. miejsce  |
| 2002                           | 2. Mistrzostwa Europy | Terrassa, Katalonia, Hiszpania | 10. miejsce |
| 2010                           | 4. Mistrzostwa Europy | Holandia                       | 9. miejsce  |
| 2014                           | 5. Mistrzostwa Europy | Portugalia                     | 8. miejsce  |
| 2016                           | 6. Mistrzostwa Europy | Holandia                       | 9. miejsce  |
| 2018                           | 7. Mistrzostwa Europy | Holandia                       | 9. miejsce  |
| 2021                           | 8. Mistrzostwa Europy | Belgia, Polska                 | 9. miejsce  |
| 2024                           | 9. Mistrzostwa Europy | Katalonia, Turcja              | 9. miejsce  |

| European Bowl w korfballu |                  |                                |            |
| Rok                       | Mistrzostwa      | Gospodarz                      | Lokata     |
| 2005                      | 1. European Bowl | Terrassa, Katalonia, Hiszpania | 4. miejsce |

## Skład reprezentacji
Mistrzostwa Europy B 2024
| - Katarzyna Tomczyk - Paulina Płoszka - Saskia Hardcastle - Natalia Klimczyk - Maria Rudzińska - Klaudia Reptak-Bulanda - Julia Arent |  | - Teodor Wątor - Marcin Nowak - Krzysztof Rubinkowski - Rafał Diadik - Jędrzej Masztaleruk - Kamil Musialiński - Łukasz Krzemienowski |

- Trener: Robert Williams

Mistrzostwa Świata 2023
| - Tamara Siemieniuk - Paulina Płoszka - Laura Bijlhouwer - Natalia Klimczyk - Maria Rudzińska - Katarzyna Tomczyk - Izabela Kołodziejczyk |  | - Mateusz Spychała - Marcin Nowak - Krzysztof Rubinkowski - Rafał Diadik - Jędrzej Masztaleruk - Kamil Nowacki - Łukasz Krzemienowski |

- Trener: Maciej Żak
- Asystent trenera: Jantinus Scholtmeijer

Mistrzostwa Europy B 2021
| - Tamara Siemieniuk - Paulina Płoszka - Laura Bijlhouwer - Natalia Klimczyk - Martyna Sowińska - Katarzyna Tomczyk - Izabela Kołodziejczyk |  | - Mateusz Spychała - Marcin Nowak - Jędrzej Rakowski - Maciej Kołodziejski - Jędrzej Masztaleruk - Kamil Nowacki - Łukasz Krzemienowski |

- Trener: Maciej Żak
- Asystent trenera: Roelof Koopmans

Mistrzostwa Świata 2019
| - Tamara Siemieniuk - Klaudia Majchrzak - Daria Diadik - Natalia Klimczyk - Martyna Sowińska - Katarzyna Tomczyk - Izabela Kołodziejczyk |  | - Łukasz Karpiuk - Adam Doroszuk - Krzysztof Rubinkowski - Kacper Nowak - Rafał Diadik - Kamil Nowacki - Kamil Musialiński |

- Trener: Roelof Koopmans
- Asystent trenera: Maciej Żak

Mistrzostwa Europy A 2018
| - Tamara Siemieniuk - Klaudia Majchrzak - Daria Diadik - Natalia Klimczyk - Maria Jasińska - Katarzyna Grdeń - Izabela Kołodziejczyk |  | - Mateusz Spychała - Konrad Popowski - Krzysztof Rubinkowski - Kacper Nowak - Rafał Diadik - Kamil Nowacki - Kamil Musialiński |

- Trener: Roelof Koopmans
- Asystent trenera: Maciej Żak

World Games 2017
| - Tamara Siemieniuk - Klaudia Majchrzak - Daria Diadik - Katarzyna Pawlak - Aleksandra Kleinrok - Paulina Dębicka - Izabela Kołodziejczyk |  | - Maciej Żak - Sebastian Guzina - Krzysztof Rubinkowski - Artur Smolarkiewicz - Rafał Diadik - Łukasz Karpiuk - Kamil Musialiński |

- Trener: Roelof Koopmans
- Asystent trenera: Maciej Żak

Mistrzostwa Europy 2016
| - Tamara Siemieniuk - Klaudia Majchrzak - Daria Diadik - Katarzyna Pawlak - Aleksandra Kleinrok - Paulina Dębicka - Henrieke Dębski - Iwona Żak |  | - Maciej Żak - Sebastian Guzina - Krzysztof Rubinkowski - Artur Smolarkiewicz - Rafał Diadik - Łukasz Karpiuk - Kamil Musialiński - Szymon Poznański |

- Trener: Roelof Koopmans
- Asystent trenera: Maciej Żak

Mistrzostwa Świata 2015
| - Tamara Siemieniuk - Klaudia Majchrzak - Henrieke Dębski - Daria Miszczak - Paulina Marasek - Sonia Rubińska - Kamila Smarzewska |  | - Maciej Żak - Krzysztof Rubinkowski - Kacper Nowak - Rafał Diadik - Artur Smolarkiewicz - Kamil Musialiński |

- Trener: Berthold Komduur
- Asystent trenera: Maciej Żak

Mistrzostwa Europy 2014
| - Tamara Siemieniuk - Henrieke Dębski - Daria Miszczak - Katarzyna Pawlak - Agnieszka Pietrzak - Ilona Goryszewska - Klaudia Łojewska |  | - Łukasz Karpiuk - Maciej Żak - Krzysztof Rubinkowski - Kacper Nowak - Rafał Diadik - Marcin Lubański - Kamil Musialiński |

- Trener: Berthold Komduur

Mistrzostwa Świata 2011
| - Katarzyna Pawlak - Joanna Czyżak - Anna Kopeć - Karolina Józefaciuk - Aleksandra Kleinrok - Małgorzata Rosińska - Magdalena Kaczmarek - Chantal Caljouw |  | - Maciej Żak - Krzysztof Rubinkowski - Marcin Lubański - Andrzej Plandowski - Sebastian Guzina - Łukasz Gawryczuk - Paweł Sobkowiak - Adam Doroszuk |

- Trener: Andrzej Czyżak

Mistrzostwa Europy 2010
| - Małgorzata Rosińska - Anna Kopeć - Karolina Józefaciuk - Aleksandra Kleinrok - Dorota Szkalska - Magdalena Kaczmarek - Chantal Caljouw |  | - Maciej Żak - Krzysztof Rubinkowski - Marcin Lubański - Andrzej Plandowski - Sebastian Guzina - Andrzej Czyżak - Thomas Verboven |

- Trener: Andrzej Czyżak

Mistrzostwa Świata 2007
| - Magdalena Jaworska - Karolina Józefaciuk - Aleksandra Kleinrok - Joanna Kozanecka - Katarzyna Pawlak - Kamila Smarzewska - Paulina Staszewska - Emilia Wołyniec |  | - Andrzej Czyżak - Artur Dąbrowski - Sebastian Guzina - Bartosz Jaszczuk - Marcin Lubański - Andrzej Plandowski - Krzysztof Rubinkowski - Rafał Sołoducha |

- Trener: Andrzej Czyżak